# Публий Корнелий Сципион (конник)
Вижте пояснителната страница за други личности с името Публий Корнелий Сципион.
Публий Корнелий Сципион (на латински: Publius Cornelius Scipio) е сенатор на Римската република.
Произлиза от фамилията Корнелии, клон Сципиони. Син е на историка Публий Корнелий Сципион (началник на конницата 396, консулски военен трибун 395 и 394 пр.н.е.), първият който има когномен Scipio (Сципион), понеже помагал с пръчка на ослепелия си баща.
Публий Корнелий е през 366 пр.н.е. първият курулен едил, когато Луций Секстий Латеран става първият плебейски консул заедно с патриция Луций Емилий Мамерцин. През 349 пр.н.е. той е началник на конницата (magister equitum) на диктатор Луций Фурий Камил (консул 349 пр.н.е.).
Той е баща на Публий Корнелий Сципион Барбат (консул 328 пр.н.е.), който е баща на Луций Корнелий Сципион Барбат (консул 298 пр.н.е.).